# María Amalia Lacroze de Fortabat
Pour les articles homonymes, voir Lacroze.

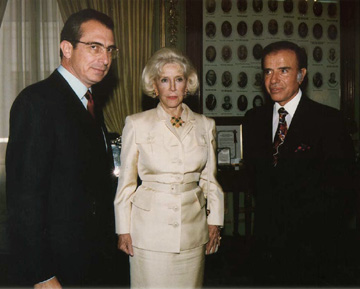
Amalia Lacroze de Fortabat avec Ernesto Zedillo et Carlos Menem en 1996.

María Amalia Sara Lacroze de Fortabat (Buenos Aires, 15 août 1921 – ibídem, 18 février 2012), plus connue sous le nom d'Amalita Fortabat, était une éminente femme d'affaires, millionnaire, philanthrope, mécène et collectionneuse d'art argentine. En tant que propriétaire de la société Loma Negra, elle a été, pendant des années, la personne la plus riche d'Argentine,.
Elle a créé la Fondation Théâtre Colón et la Fondation Amalia Lacroze de Fortabat, qui ont fait don de plus de 40 millions de dollars à des organisations caritatives en Argentine entre 1976 et 2012. Le président Carlos Menem l'a nommée présidente du Fonds National des Arts en 1992 et ambassadrice plénipotentiaire du pays en 1999,. Le Musée Fortabat, inauguré en 2008 à Port Madero, accueille sa collection d'art privée, qui comprend des œuvres de J. M. W. Turner, Andy Warhol, Raúl Soldi, Antonio Berni, Guillermo Roux, Benito Quinquela Martín, Pedro Figari et Salvador Dalí, entre autres.

## Biographie

### Origines et famille
Née dans une famille conservatrice, Amalia Fortabat était la fille du médecin Alberto Daniel Lacroze et d'Amalia Reyes. Sa mère était l'arrière-petite-nièce du président uruguayen Manuel Oribe, et son père avait été disciple du médecin Gregorio Aráoz Alfaro. Le grand-père paternel d'Amalia, Juan Alejandro Lacroze, était membre de l'Association médicale argentine et fondateur de l'Institut de traumatologie et de radiologie, un centre qui a eu une grande influence sur son fils Alberto qui, après s'être spécialisé dans les maladies nutritionnelles et le diabète, a publié son livre Elegías (1915), avec une dédicace à José Ingenieros. Il a épousé Amalia Reyes en 1915, le jour même où il a publié sa thèse de doctorat. Tout au long de sa vie, Alberto Lacroze a été membre du personnel de direction de l'hôpital Fernández et de l'hôpital de Cliniques, professeur à l'université de Buenos Aires, l'un des fondateurs du Parti démocrate progressiste et auteur d'un livre de poèmes intitulé Le voyage inutile (1917),.
Les grands oncles d'Amalia, Julio Alberto et Federico Lacroze, ont été des pionniers dans l'ouverture de plusieurs lignes de tramway tirées par des chevaux dans la ville de Buenos Aires, en particulier Federico, qui a établi la première ligne de tramway à Buenos Aires dans les années 1880. Julio, quant à lui, était ingénieur militaire dans le corps d'armée commandé par Wenceslao Paunero en 1867 lors de la campagne contre le despotisme dans les provinces et était membre de nombreuses institutions scientifiques et commerciales. Durant sa jeunesse, Amalia est devenue une icône de la mode mondaine et a participé à diverses œuvres caritatives. En 1942, elle a épousé l'avocat Hernán de Lafuente, avec qui elle a eu sa fille unique, María Inés de Lafuente. Après un long divorce, elle se remarie en 1955 avec le fondateur de la société Loma Negra, Alfredo Fortabat, qu'elle accompagne lors de voyages d'affaires à l'étranger dans les années 1950 et 1960.
Devenue veuve en 1976, Lacroze hérite de l'une des plus grandes fortunes du pays et prend la direction de l'entreprise,. En trois ans seulement, elle a triplé les actifs de Loma Negra et est devenue, selon le magazine Forbes, la femme la plus riche d'Argentine, avec une fortune estimée à 1,8 milliard USD. En 2005, touchée par la crise économique de 2001, elle vend Loma Negra au groupe brésilien Camargo Corrêa pour 1 milliard de dollars USD.

## Fondation Amalia Lacroze de Fortabat
Le 23 octobre 1976, elle inaugure la Fondation Alfredo Fortabat et Amalia Lacroze de Fortabat, rebaptisée Fondation Amalia Lacroze de Fortabat en 1988. La Fondation a pour objet de « promouvoir, entreprendre et réaliser toutes sortes d'œuvres ou d'initiatives à caractère éducatif, culturel, artistique, charitable, social, sportif ou philanthropique, et tout ce qui profite directement au bien public, ainsi que la promotion de la recherche scientifique ». Son champ d'action englobe des activités même en dehors de l'Argentine et accorde des bourses d'études aux écoles secondaires, aux universités, aux personnes dans les hôpitaux et aux infirmières. Depuis sa création, elle a versé plus de 40 millions de dollars de subventions à des foyers pour enfants, des écoles argentines, des centres culturels, des fondations caritatives et des victimes d'inondations.